# David Beeri
David Beeri (Nyírbéltelek, Szabolcs-Szatmár-Bereg, 9 de julio de 1951), nacido con el nombre de Károly Pongor Beri, este artista húngaro creó su propio estilo de pintura moderna muy singulares por la inusual "luz" y composiciones de uso del pincel fino.

## Biografía
Comenzó en 1975, desde 1982, trabaja como artista profesional. Su primera exposición importante fue en 1979 en Budapest, a continuación, seguida de exposiciones en Alemania, Francia, Países Bajos, Rumania, Estados Unidos, Japón, Italia, China, Bélgica y otros. En la segunda ciudad más grande de Hungría, David tiene una galería dedicada sólo a su trabajo. Sus pinturas y gráficos juntos en varias colecciones de arte. Sus pinturas en los museos y los servicios públicos, como así también en colecciones privadas de todo el mundo. 
Todos sus críticos dicen que el estilo es incomparable con cualquier otra. Combinando el surrealismo con el expresionismo con el suyo propio. Limpio formas y colores que muestran la profundidad espiritual del interior de este artista.

## Exposición personal
- 1979 Budapest, Hajdúhadház; 1980 Nagykálló, Fehérgyarmat, Baktalórántháza, Sátoraljaújhely, Nyíregyháza, Tatabánya;
- 1981 Budapest;
- 1982 Tata;
- 1983 Szentendre;
- 1986 Budapest;
- 1989 Singen (Germany), Schwenningen /twice/ (Alemania);
- 1991 Debrecen;
- 1992 Hosszúpályi;
- 1994 Debrecen;
- 1995 Nyíradony, Debrecen, Nyírábrány;
- 1996 Szekszárd;
- 1997 Berettyóújfalu, Vác;
- 1998 Debrecen, Nagykálló, Nyíregyháza, Baja;
- 1999 Pétervására, Hajdúszoboszló, Nyíregyháza, Füzesabony, Verpelét, Eger, Kisvárda, Balatonfüred, Vásárosnamény, Fehérgyarmat, Hajdúhadház, Baktalórántháza;
- 2000 Tilburg (Holland)
- 2001 Zebegény (Hungary), Gersfeld (Germany)
- 2002 Debrecen, Püspökladány (Hungary)
- 2003 Debrecen, Budapest, Nyíregyháza, (Hungary), Nagybánya (Romania)
- 2004 Debrecen, Nagykálló (Hungary)
- 2005 Nagyrábé (Hungary)
- 2006 Fehérgyarmat, Debrecen (Hungary)
- 2007 Venice (Italy)
- 2008 Nyíregyháza, Érd, Debrecen (Hungary)
- 2009 Budapest, Sátoraljaújhely, Balatonföldvár (Hungary)
- 2010 Debrecen (Hungary)
- 2011 Barcelona (Spain), Toronto (Canadá)
- 2012 Nyíregyháza (Hungary)
- 2013 Debrecen, Hajdúszoboszló (Hungary)
- 2015 Debrecen (Hungary)
- 2016 Affenhack Studios, Herne (Germany)
- 2017 MPI - Max-Planck Insitute for Coal Research, Mülheim an der Ruhr, Germany
- 2017 Schollbrockhaus Gallery, Herne (Germany)
- 2017 Mülheim / Ruhr (Alemania) [[Galerie an der Ruhr]] / Ruhr Gallery Muelheim

## Exposición de grupo
Grupo de exposiciones de mayor importancia:
- 1996 Budapest
- 1979 Budapest;
- 1980 Debrecen;
- 1983 Budapest, París, Budapest;
- 1992 Travelling exhibition: Sapporo, Tokio, Nagoya (Japón);
- 1993 Travelling exhibition: Nuevo Brunswick (USA), Kobe, Toyoma Unasuki, Hukuoka (Japón);
- 1994 Travelling exhibition: Nueva York, Nuevo Brunswick, Washington, Filadelfia (USA), Gante (Bélgica), Bremen (Alemania);
- 1995 Budapest;
- 1996 Tokio, Nigata (Japón), Sátoraljaújhely, Debrecen;
- 1997 Nyíregyháza, Vác, Budapest, Tokio, Tigs (Japón);
- 1998 Budapest, New York (USA);
- 1999 Nyíregyháza, Debrecen, Gent (Bélgica), Vaja, Tel Aviv (Israel), Budapest, Debrecen;
- 2000 Debrecen, New York (USA), Gent (Bélgica)
- 2001 Debrecen, Nyíregyháza (Hungary)
- 2002 Debrecen, Nyíregyháza (Hungary)
- 2003 Budapest, Hévíz (Hungary)
- 2005 Budapest, Debrecen, Hévíz, Nyíregyháza (Hungary), Hannover (Germany)
- 2006 Debrecen, Tokaj (Hungary)
- 2008 Balatonszemes, Fót (Hungary), Peking (China)
- 2009 Budapest (Hungary), Gersfeld (Germany)
- 2011 Toronto
- 2015 Budapest, Szentendre, Debrecen, Tokaj (Hungary)
- 2017 Basel, (Switzerland)
- 2017 London, (England)